# 10th Frame
10th Frame és un videojoc de bitlles americà creat per Access Software el 1986, com a continuació del videojoc de golf Leader Board, que va obtenir molt d'èxit. Fins a 8 jugadors poden formar part d'una partida de bitlles o també un Torneig. Es pot triar entre tres nivells de dificultat - Kids (on la bola sempre va endavant, Amateur i Professional. El joc està ara en abandonware.

## Jugabilitat
La pista es veu des d'una vista superior però inclinada, veient-se vers en una perspectiva en 3D. La taula de resultats es veu sobre el carril. El jugador es pot moure d'esquerra a dreta de la pista i es comença prenent el botó d'acció. El cursor també es pot more. Quan es prem el botó d'acció, s'activa un mesurador de força. Depenent del punt on estigui en el marcador del mesurador de força es llançarà la bola de determinades maneres. En una petita zona a la part superior de la pantalla diu si el jugador realitza algun error. Els jugadors poden imprimir els seus resultats al final de partida.

## Plataformes
El videojoc es va llançar en diversos ordinadors com el ZX Spectrum, Amstrad CPC i Commodore 64. També es va publicar per l'Atari ST i la MSX.